# 藤竹暁
藤竹 暁（ふじたけ あきら、1933年1月1日 - ）は、日本の社会学者、マス・コミュニケーション研究者、学習院大学名誉教授。NHK放送文化研究所、学習院大学で長く活躍した。

## 経歴
東京出身。1951年東京都立西高等学校卒業。1955年学習院大学政経学部卒業。1962年東京大学大学院社会学専門課程博士課程満期退学、1970年「 現代マス・コミニケーションの理論」で社会学博士。
1962年日本放送協会 (NHK)に入り、NHK放送文化研究所に勤める。1984年退職し、学習院大学法学部教授。2003年学習院大学を定年退職、名誉教授。2004年浜松学院大学の新設に際し、現代コミュニケーション学部長に就任するが、2005年2月に退職。
1966年、エヴェリット・ロジャースの訳書『技術革新の普及過程』を刊行（Diffusion of Innovations の日本語初訳）。1980年、『図説日本のマス・コミュニケーション』を山本明と共著、以降、日本におけるマス・メディア研究の基本的学習書として版を重ね、山本の死後は、藤竹単独編による後継書『図説日本のマスメディア』が版を重ねた。若者文化研究や、ジャーナリズムにおける評論活動も展開した。

## 著書
- 『現代マス・コミュニケーションの理論』日本放送出版協会 1968
- 『テレビの理論 テレビ・コミュニケーションの基礎理論』岩崎放送出版社 1969
- 『廃用の論理 行動的生活デザイン論』誠文堂新光社 1969
- 『個性あるレジャー 余暇時代をデザインする』日本経済新聞社（日経新書） 1970
- 『シラケ時代の文化論』学芸書林 1972
- 『マス・コミュニケーションの社会学 系譜研究ノート』竹内書店 1972
- 『パニック 流言蜚語と社会不安』日本経済新聞社（日経新書） 1974
- 『テレビとの対話』日本放送出版協会 1974
- 『事件の社会学 ニュースはつくられる』中公新書 1975
- 『日本人のスケープゴート 皇太子・田中角栄・美空ひばり・自衛隊』講談社 1978
- 『「勉強しなさい」しか言えぬ親たち 失語症の時代』講談社 1979
- 『電話コミュニケーションの世界 藤竹暁対談集』ダイヤル社 1979
- 『四十歳からの家族関係学』講談社 1982
- 『現代手紙作法 よりよい関係を築くノウハウ』日本経済新聞社 1983
- 『人気づくりの法則』宣伝会議 1984
- 『テレビメディアの社会力 マジックボックスを解読する』有斐閣選書　1985
- 『メディアになった人間 情報と大衆現象のしくみ』中央経済社 1987
- 『若者はなぜ行列がすきか 当世流行観察学』有斐閣 1987
- 『大衆政治の社会学』有斐閣 1990
- 『イメージを生きる若者たち メディアが映す心象風景』有斐閣 1991
- 『マスメディアと現代』放送大学教育振興会 1992
- 『若者にとって幸せとは 満足社会のゆくえ』有斐閣 1994
- 『生きるために必要なこと』講談社 1997
- 『ボキャブラ社会学』毎日新聞社 1999
- 『ワイドショー政治は日本を救えるか テレビの中の仮想政治劇』ベスト新書 2002
- 『環境になったメディア マスメディアは社会をどう変えているか』北樹出版 2004 - 改訂版(2008)
- 『都市は他人の秘密を消費する』集英社新書 2004

### 共著編
- 『図説日本のマス・コミュニケーション』（山本明共編）日本放送出版協会（NHKブックス）1980
- 『「昭和」の終わり 80年代の日本人』犬田充共著 講談社 1980
- 『変動の時代 4 社会心理の変動』編 朝倉書店 1980
- 『手紙・スピーチぴったり表現辞典』講談社辞典局編 川上裕之,島野功緒共監修・執筆 講談社ことばの新書 1999
- 『現代のエスプリ別冊 生活文化シリーズ 現代人の居場所』編 至文堂 2000
- 『現代のエスプリ別冊 生活文化シリーズ 消費としてのライフスタイル』編 至文堂 2000
- 『現代のエスプリ別冊 生活文化シリーズ 流行/ファッション』編 至文堂 2000
- 『図説日本のマスメディア』編 日本放送出版協会 NHKブックス　2000　改題『図説日本のメディア』NHKブックス
- 『図説日本のメディア 伝統メディアはネットでどう変わるか 新版』竹下俊郎共編著 (NHKブックス NHK出版, 2018

### 翻訳
- エヴェリット・ロジャース『技術革新の普及過程』培風館 1966
- J.L.アラングレン『人間コミュニケーション』監訳 鹿島研究所出版会 1971
- ベン・H.バグディキアン『メディアの支配者 米マスコミ界を独占する50の企業』光文社 1985